# Fachverband Schloss- und Beschlagindustrie
Der Fachverband Schloss- und Beschlagindustrie (FVSB) ist der bundesweit tätige Wirtschaftsverband der Schloss- und Beschlaghersteller in Deutschland und Interessenvertretung für Unternehmen der Branche. Aktuell betreut der Verband rund 70 Mitgliedsunternehmen mit 25.000 Mitarbeitern und einem Umsatz von über drei Milliarden Euro.
Der FVSB hat es sich unter anderem zur Aufgabe gemacht, für die Mitgliedsunternehmen Ausarbeitungen für den Schloss- und Beschlagbereich zur aktuellen Branchensituation und Prognosen zu erstellen sowie Leitfäden und Entscheidungshilfen für die betriebliche Praxis zu erarbeiten. Des Weiteren informiert der Fachverband seine Mitglieder in Rundschreiben und durch Berichte zur Schloss- und Beschlagbranche. Zudem ermöglicht der Verband die Diskussion in den jeweiligen Fachabteilungen, um produktspezifische Fragestellungen zu lösen. Auf der Homepage informiert der FVSB seine Mitglieder unter anderem über Marktgeschehen, technische Entwicklungen und Wissenswertes rund um Produkte und die Branche. Die Geschäftsstelle in Velbert unterstützt und betreut die Mitgliedsunternehmen des Fachverbandes der Schloss- und Beschlagindustrie.

## Geschichte
Der Vorgänger des FVSB, der Zentralverband der Deutschen Schloss-, Bau- und Möbelbeschlagindustrie wurde nach der Machtergreifung der Nationalsozialisten 1939 aufgelöst. Die (Wieder-)Gründung erfolgte auf Anordnung der Militärregierung, und zwar als Unterabteilung des ebenfalls 1946 gegründeten Wirtschaftsverbandes Eisen, Blech und Metall verarbeitende Industrie (EBM).
Am 4. Februar 1946 versammelten sich  132 Fabrikanten und Firmenvertreter aus  Deutschland in Velbert im Rheinischen Hof um den Fachverband zu gründen.
Im Februar 1947 beschlossen die Gründungsfirmen, den Verband ins Vereinsregister eintragen zu lassen. Der Eintrag erfolgte im November 1948 und bis 1952 wurde die Tätigkeit schrittweise von der britischen über die amerikanische und französische Besatzungszone bis nach Westberlin ausgeweitet.
 

## Technik und Normung
Die Einbindung von Vertretern der Mitgliedsunternehmen und der Geschäftsführung des Fachverbandes in die nationale und internationale Normungsarbeit soll die frühzeitige Berücksichtigung von Herstellerinteressen ermöglichen. Die Mitgliedschaft des Fachverbandes im DIN sowie die Kontakte zu den jeweiligen Landesbaubehörden, dem Deutschen Institut für Bautechnik (DIBt) und der europäischen Normenorganisation CEN sorgen dafür, dass der FVSB seine Mitglieder über Aktuelles zu Bauregellisten, Einführungserlassen, Verordnungen und Normungsänderungen informieren kann.
 

## Messen
Der FVSB informiert zum Messegeschehen der Schloss- und Beschlagindustrie und gestaltet es durch die Mitgliedschaft in den Fachbeiräten der Security (Messe Essen), der Fensterbau Frontale (Messe Nürnberg) und der Bau (Messe München) zentral mit. Im Ausstellungs- und Messe-Ausschuss der Deutschen Wirtschaft AUMA ist der Fachverband langjähriges Mitglied. Auch international ist der FVSB für seine Mitglieder aktiv, so koordiniert und beantragt der Verband die Teilnahme und Förderung von Auslandsmessen.

## Dachverbände, nationale und internationale Organisationen
Der FVSB pflegt  Kontakte zu  Fachverbänden mit Unternehmen aus der Stahl- und Metallverarbeitung, Holz- und Kunststoffverarbeitung, Baustoffherstellung, Wohnungswirtschaft und Beschlaghandel. Ansprechpartner in Bundes- und Landesministerien sowie  Behörden ergänzen dieses Netzwerk. Internationale Interessen gestaltet der Verband durch die Mitgliedschaft in der ARGE, dem europäischen Verband der Schloss- und Beschlaghersteller, auf europäischer Ebene mit.
 

## Pressearbeit
Der FVSB informiert in Pressemitteilungen, redaktionellen Beiträgen und Broschüren über Produkte und Neuigkeiten der Schloss- und Beschlagbranche. So werden regelmäßig unter anderem Berichte zum Messegeschehen, Stellungnahmen zu Normenentwicklungen, Unternehmensnachrichten sowie Produktinformationen veröffentlicht. Zudem steht der Fachverband als  Ansprechpartner in  Fragen zur Branche zur Verfügung.
 

## Güteschutz und Prüfinstitut
Die Gütegemeinschaft Schlösser und Beschläge ist ein Zusammenschluss von Herstellern und Dienstleistern im Bereich Schlösser und Beschläge. Sie erstellt Richtlinien und veröffentlicht technische Hinweise. Die Gütegemeinschaft ist eine Organisation zur Durchführung und Überwachung der Gütesicherung. Das zur Gütegemeinschaft gehörende Prüfinstitut Schlösser und Beschläge Velbert (PIV) steht mit praktischen Prüfungen zur Verfügung. Das Prüfinstitut nimmt neben mechanischen Produktprüfungen an Schlössern und Beschlägen sowie an Fenstern und Türen auch Prüfungen der Mechatronik vor. Diese Prüfungen dienen der Sicherung von Qualitätsstandards. Die Mitgliedschaft im RAL und Kontakte zu weiteren Gütegemeinschaften sowie nationaler und europäischer Gremien sorgen für einen Erfahrungsaustausch im Prüfungswesen. Das Prüfinstitut ist als notifizierte Stelle NB für Produktprüfungen nach europäischen Normen und als Prüf-, Überwachungs- und Zertifizierungsstelle nach Landesbauordnung anerkannt.